# БТР-60
БТР-60, (БТР-60П; П тут «плавучий») — радянський колісний бронетранспортер.
Створений в 1956—1959 роках для оснащення мотострілецьких підрозділів і заміни в них застарілого БТР-152, від якого він відрізнявся значно поліпшеною прохідністю (колісна формула 8х8 в порівнянні із 6х6), що дозволяла йому слідувати за танками на полі бою, і здатністю плавати.

## Історія створення
БТР-60 став першим у серії радянських колісних чотиривісних бронетранспортерів, розвиток і виробництво якої продовжується досі. БТР-60 вироблявся серійно, неодноразово модернізуючись, з 1960 по 1976 рік на Горьківському автомобільному заводі, потім на Курганському заводі колісних тягачів (КЗКТ) до 1987 року; всього було випущено, за різними даними, від 10 тисяч до 25 тисяч машин. Також вироблявся за ліцензією в Румунії, під позначенням TAB-71.
Був основним бронетранспортером радянських мотострілецьких частин в 1960-і роки, в 1970-ті — 1980-ті був здебільшого витіснений БТР-70 і БТР-80. Застосовувався радянськими військами у низці збройних конфліктів, серед інших у Афганській війні. Постачався як СРСР, так і Румунією в десятки інших країн, застосовувався в численних регіональних конфліктах і, попри поступову заміну на сучаснішу техніку, станом на 2007 рік перебував на озброєнні близько 47 країн.

## Особливості конструкції
Всі машини сімейства БТР-60 — повністю амфібійні, по воді рухаються з допомогою водометного рушія, розташованого в задній частині корпусу, зі швидкістю 10 км/год, і мають однакове компонування: командир і механік-водій — попереду, десантне відділення — в центрі, і два бензинових двигуни — в кормі. Кожен двигун приводить в рух свою пару осей. Рульове управління з підсилювачем діє на дві передні осі.
Першою моделлю, прийнятою на озброєння, був бронетранспортер БТР-60П. Він мав десантне відділення без даху і перевозив 16 солдатів, що сидять на лавках, розташованих впоперек корпусу. Озброєння зазвичай складалося з одного 12,7-мм і двох 7,62-мм кулеметів. Ця модель у виробництві скоро поступилася місцем бронетранспортеру БТР-60 ПА з повністю закритим десантним відділенням, здатному перевозити не більше 16 солдатів, хоча нормальне завантаження — 12 осіб.
Бронетранспортер БТР-60ПА зазвичай озброєний 7,62-мм кулеметом, встановленим на шкворні.
Бронетранспортер БТР-60ПБ подібний попередній моделі БТР-60ПА , проте має одномісну башту з ручним приводом, таку ж як і у машини БРДМ-2 і чеського бронетранспортера ОТ-64, що Польщею застосовувався під позначенням SKOT-2A.
Десант може вести вогонь зсередини машин БТР-60ПА і БТР-60ПБ, хоча зазвичай він залишає машину через люки в даху. Командна версія машини називається БТР-60ПУ і має додаткову апаратуру зв'язку

### Двигуни і трансмісія
Силова установка БТР-60 складалася з двох спарених рядних 6-циліндрових карбюраторних двигунів рідинного охолодження моделі ГАЗ-40П, що були форсованим варіантом двигуна вантажного автомобіля ГАЗ-51 і розвивали потужність до 90 к. с. кожен. Обидва двигуни встановлювалися на загальній рамі в моторному відділенні вздовж осі машини і приводили по два мости кожен: правий двигун — перший і третій, лівий — другий і четвертий рахуючи спереду, причому передні два мости могли відмикатися. Також обидва двигуни спільно приводили в дію водомет, а правий працював ще й на привід лебідки.
Два паливних бака встановлювалися в ізольованих відсіках в моторно-трансмісійному відділенні.
Кожен з двигунів бронетранспортера працював на окрему трансмісію, до складу якої входили:
- Однодискове зчеплення сухого тертя з гідравлічним приводом, змонтоване в єдиному блоці з двигуном і коробкою передач;
- Механічна чотириступінчаста коробка передач з коробкою відбору потужності до водометного рушія;
- Роздавальна коробка із заниженою передачею, на правому двигуні також із механізмом відбору потужності до лебідки;
- Дві головні передачі з кулачковими диференціалами підвищеного тертя;
- Чотири колісних редуктора;
- Ряд карданних валів, що сполучали агрегати трансмісії між собою.

Конструкція трансмісії дозволяла при виході з ладу або відключення одного з двигунів продовжувати рух бронетранспортери зі швидкістю до 60 км/год по шосе і зниженою прохідністю.

### Ходова частина
БТР-60 мав колісну формулу 8×8 з чотирма рівнорозташованими по базі мостами і керованими двома передніми парами коліс.
Колеса бронетранспортера оснащені кулестійкими односкатовими шинами розміру 13.00-18" і мають центральну систему регулювання тиску повітря з двома компресорами, що дозволяє змінювати його, в тому числі і на ходу, в межах від 0,5 до 2,5 кгс/см2. Це може використовуватися як для підвищення прохідності, так і для продовження руху при не дуже серйозному пошкодженні шини (кулеві пробоїни, незначний порив об перешкоду).
Питомий тиск на ґрунт (в залежності від тиску в шинах) може коливатися від 0,96 до 2,16 кгс/см2, при цьому перше значення цілком порівняно з питомим тиском, створюваним основними бойовими танками.
Підвіска всіх коліс — незалежна, торсіонна. Кожне колесо підвішене на двох розміщених один над одним важелях, шарнірно з'єднаних з бортом корпусу. Нижній з них підвішений на розташованому подовжньо уздовж борта корпуса торсіонному валу, а верхній на першій, другій і четвертій осях має по два гідравлічних амортизатори. Завдяки чотирьохвісній формулі БТР-60 здатний продовжувати рух, повністю втративши будь-які два колеса.

### Водохідний рушій

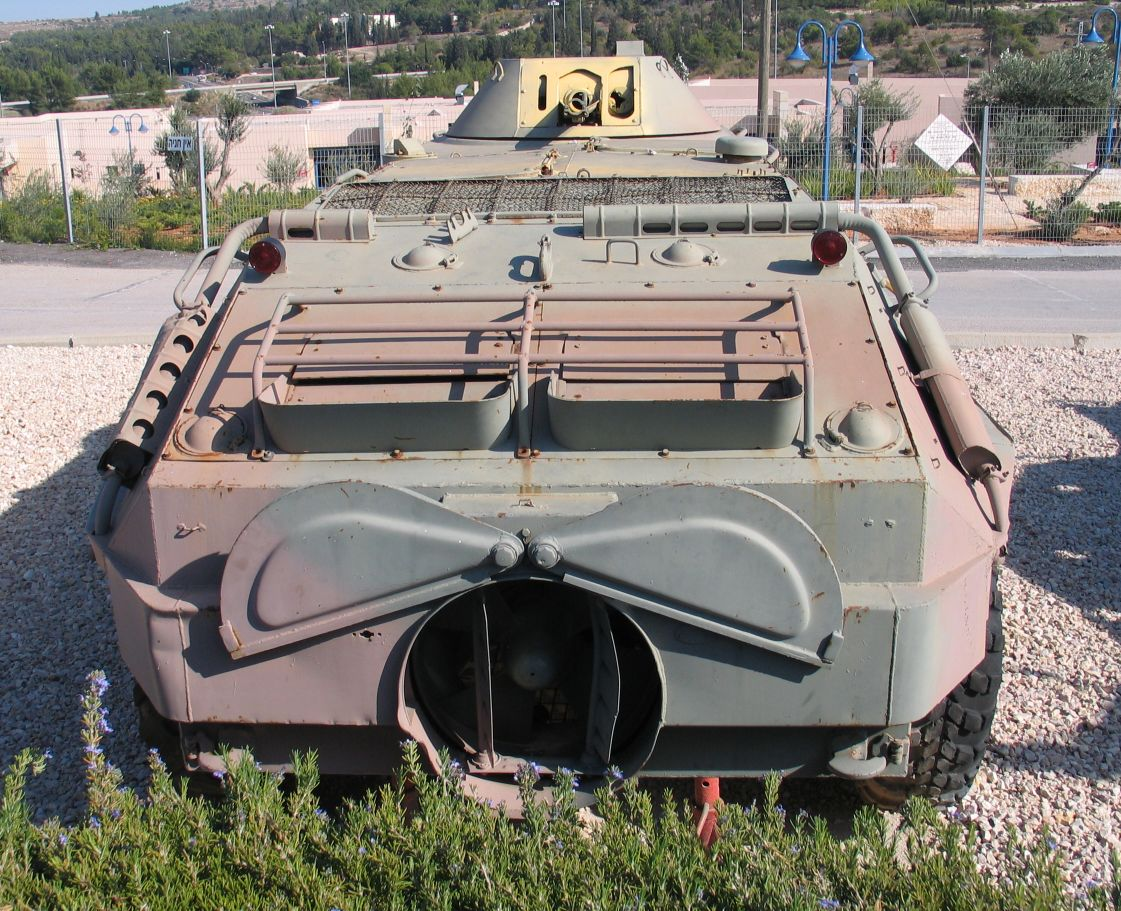
На фото видно розведені стулки водомета і рулі

Для пересування на плаву на БТР-60 застосовано водомет. Він розміщується в кормовій частині машини під руховою установкою і являє собою водовід, що йде від днища моторно-трансмісійного відділення до нижнього кормового листа. У водоводі розміщений чотирьохлопатевий гвинт діаметром 600 мм, що приводиться в дію від обох двигунів. Вхідний отвір водоводу закривається ґратами, а вихідний — двостулковою броньовою заслінкою із гідравлічним приводом. Поворот на воді здійснюється за допомогою двох встановлених у водоводі рулів, управління яких зблоковано з поворотом коліс. Для руху заднім ходом вихідний отвір закривається і потік води надходить у бічні водоводи, що виходять в бортові листи в напрямку в сторони — вперед. У разі виході водомета з ладу бронетранспортер здатний продовжувати рух за рахунок обертання коліс зі швидкістю до 4 км/год.

## Модифікації

### Радянські
БТР-60П розроблявся, подібно його попередникові БТР-152, з «відкритим верхом» десантного відділення. Ніякої новації чи якихось атавізмів у цьому не було. Така саме компонування — несучий кузов із відкритим десантним відділенням,— була характерна і для більшості бронетранспортерів вермахту. Проте, події в Угорщині у 1956 році, коли через відкритий верх БТР-152 повстанці закидали радянських солдатів коктейлями Молотова, і реалії новітньої ядерної ери змусили переглянути концепцію відкритих бронемашин.
БТР-60ПА отримав броньований верх, що дозволили герметизувати корпус і обладнати його засобами протихімічного та протирадіаційного захисту, проте машина в цілому поплатилася вогневою міццю. Замість одного 12,7 мм + двох 7,62 мм кулеметів на БТР-60ПА тепер залишився один 7,62 мм кулемет, вогонь з якого кулеметник усе-одно мусив вести через відкритий верхній люк.
Суттєвим недоліком БТР-60ПА лишалися також слабкість броні і незадовільна синхронізація роботи двох не надто потужних як для броньованої машини «газонівських» бензинових двигунів, що «перейшло» і на перші моделі наступної модифікації БТР-60ПБ.

#### БТР-60ПБ
Найбільш масова модифікація БТР-60, що перебувала на озброєнні збройних сил СРСР і залишилася країнам, що утворилися від розвалу СРСР, у тому числі Україні.

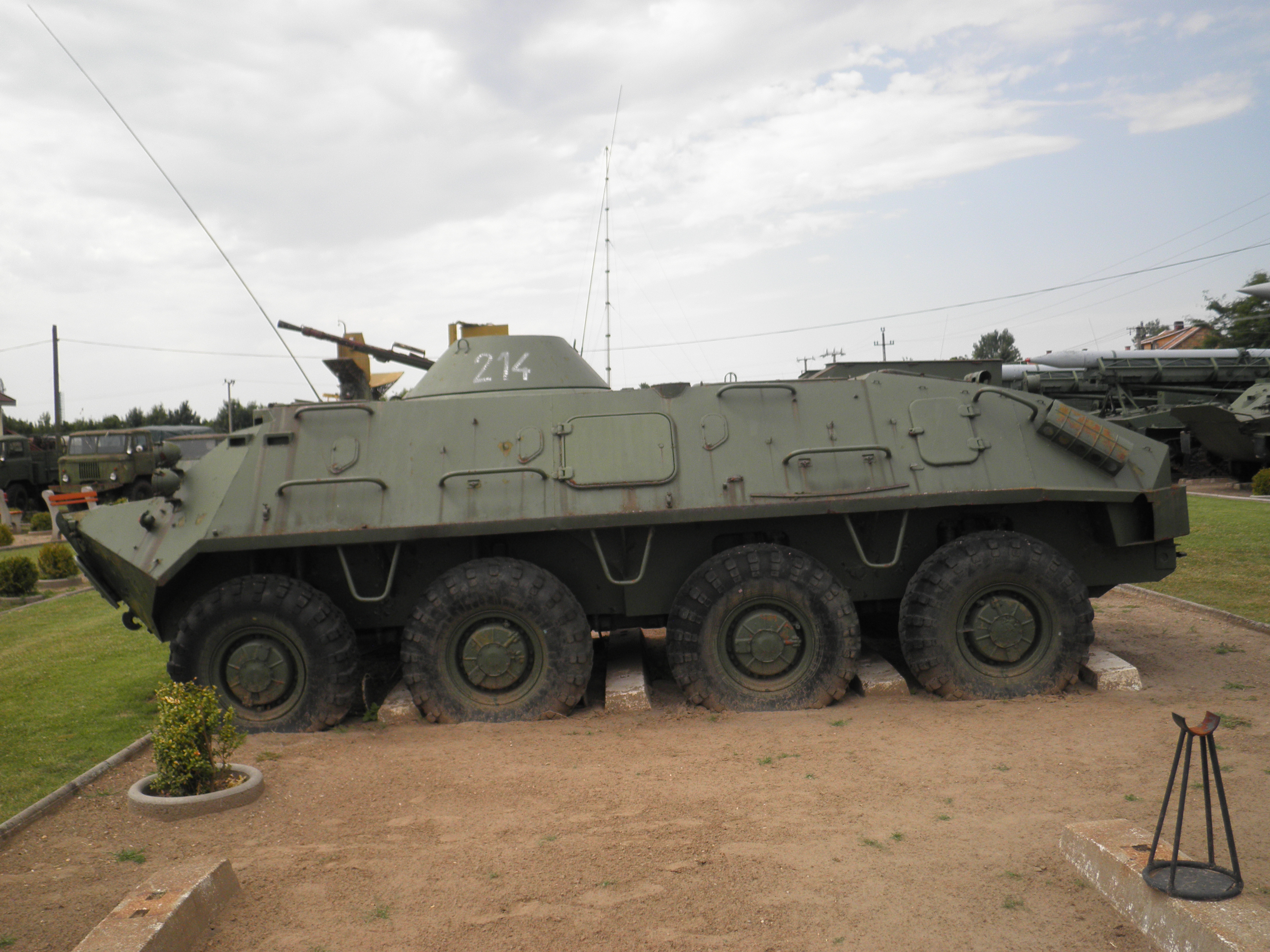
БТР-60ПБ вигляд ліворуч

БТР-60ПБ був створений на Горьківському автозаводі під керівництвом В. О. Дєдкова і прийнятий на озброєння в 1964 році. Серійне виробництво машини здійснювалося на Горьківському автозаводі до 1976 року.
Бронетранспортер БТР-60ПБ був модернізованим варіантом БТР-60ПА.
Корпус бронетранспортера — зварений з броньових листів і призначений для захисту екіпажу, десанту, механізмів і систем машини від вогню противника. Корпус виконаний несучим, на ньому всередині і зовні закріплені основні агрегати та обладнання машини. У БТР-60ПБ корпус закритий, герметичний, повністю броньований. Корпус захищає особовий склад від вогню стрілецької зброї, а також від безпосереднього впливу світлового випромінювання, радіоактивних і отруйних речовин, забезпечений фільтровентиляційною установкою (ФВУ). На верхньому лобовому листі розташовані два оглядових люки, що закриваються склом з гумовими ущільнювачами, а у бойовому положенні — броневими кришками. Для очищення стекол від бруду і води встановлені склоочисники. В стику верхнього лобового листа з дахом корпуса уварені 6 гнізд для приладів спостереження командира машини і водія. Ще по одному гнізду вварено на винесених частинах бортів корпусу. Для доступу до агрегатів і механізмів під час технічного обслуговування і ремонту окремі листи у кормовій частині закріплюються болтами. Днище корпусу зварне, в ньому є 10 отворів для доступу до зливних отворів, пробок картерів ведучих мостів, лівої роздавальної коробки і картерів двигунів; для зливу води, масла і бензину з кормової частини днища і бензину з бензобаків. Всі отвори закриваються різьбовими пробками. На нижньому лобовому листі приварені два буксирних гака і розташований люк для видачі троса лебідки. Люк має кришку, що відкривається вниз.
Броньовий корпус машини ділиться на три відділення: управління, десантне (бойове) і силове (моторне).
Відділення управління — розташоване в передній (носовій) частині машини. В ньому розміщені органи управління, контрольно-вимірювальні прилади, радіостанція, сидіння командира і водія, лебідка і її привід, прилади спостереження та ін. Регульовані сидіння можуть змінювати своє поздовжнє положення, нахил спинки і при підйомі фіксуватися в трьох положеннях. У передній частині даху корпусу над відділенням управління розташовані посадочні люки командира і водія.
Десантне (бойове), відділення — розташоване в середній частині корпусу і розраховане на 10 осіб. Особовий склад розміщується на сидіннях. По бортах розміщені укладки боєкомплекту, ЗІП кулемета, бронетранспортера і радіостанції, аптечка, вогнегасник, акумуляторна батарея та її вимикач, укладання приладів нічного бачення.
Для виходу десанту є 2 верхніх люка з бронекришками і по одному в бокових похилих листах з кожної сторони.
У бойовому відділенні також — розміщені кулеметник бронетранспортера і частина бойового розрахунку, що десантується. В ньому є два тримісних поперечних сидіння, два одномісних для восьми чоловік десанту і одне підвісне сидіння для кулеметника в баштовій установці. У задній частині бойового відділення встановлена герметична перегородка, що ізолює бойове відділення від відділення силової установки. Між підлогою та днищем десантного відділення та відділення управління встановлені агрегати трансмісії: провідні мости, роздавальні коробки і карданні вали. Тут же розташовані тяги та важелі рульового управління, тяги приводів до коробок передач, відбору потужності на водомет і до роздавальних коробок, стоянкового гальма і тяги управління лебідкою.
Тяга управління жалюзі, гідродинамічними рулями і дросельними заслінками карбюраторів проходять уздовж лівого борту корпусу. Трубопроводи приводу зчеплень, системи регулювання тиску повітря в шинах, колісних гальм укладені під підлогою і вздовж лівого борту.
Силове відділення — розташоване у кормовій частині корпусу машини. В ньому розміщені два двигуна, водні та масляні радіатори та теплообмінники, два паливних бака, два компресори, прилади електрообладнання, пусковий підігрівач, водомет, ежекційний клапан дренажної системи, четвертий ведучий міст. Силове відділення розділено з десантним відділенням перегородками. Ресивер і акумуляторна батарея перенесені в силове відділення, яке виконано герметичним. Гаки для буксирування на плаву встановлені на лобовому і кормовому листах рубки, для буксирування на суші — на носовій аркуші корпусу, а відкидний гак змонтований на кормовому листі корпусу.

#### Тактико-технічні характеристики
| Технічні характеристики                      | БТР-60ПБ                       |
| -------------------------------------------- | ------------------------------ |
| Маса в спорядженому стані, кг                | 13000+3 %                      |
| Кількість посадкових місць (включаючи водія) | 10                             |
| Габаритні розміри, мм довжина                | 7220                           |
| ширина                                       | 2825                           |
| висота                                       | 2955                           |
| Колія, мм                                    | 2370                           |
| Максимальна швидкість, км/год: по шосе       | 80                             |
| на плаву                                     | 8-10                           |
| Дорожній просвіт, мм                         | 430                            |
| Максимальний кут подоланого підйому, градус  | 30                             |
| Максимальний кут крену, градус               | 25                             |
| Запас ходу по паливу, км                     | 700                            |
| Запас на плаву, год                          | 12                             |
| Двигун, тип                                  | ЯМЗ-236А 4-тактний дизель      |
| Номінальна потужність, кВт (к. с.)           | 143 (195)                      |
| Засоби зв'язку, тип: радіостанція            | Р173М                          |
| Засоби маскування, тип                       | система 902В                   |
| Озброєння: Великокаліберний кулемет КПВТ     | калібр, мм 14,5                |
| кулемет ПКТМ,                                | калібр, мм 7,62                |
| автоматичний гранатомет АГ-17,               | калібр, мм 30                  |
| Боєкомплект, шт.: КПВТ                       | 500                            |
| ПКТМ                                         | 2000                           |
| АГ-17                                        | 200                            |
| Стабілізатор озброєння                       | електромеханічний двоплощинний |
| Вертикальні кути обстрілу, град              | *-5…70                         |
| Горизонтальні кути обстрілу, град            | 360                            |
| Приціли, тип                                 | денний 1ПЗ-9 нічний 1ПН-96     |

#### Озброєння БТР-60ПБ останніх модифікацій
- Озброєння БТР-60ПБ становили спарена установка 14,5-мм кулемета КПВТ і 7,62-мм ПКТ.
- Установка розміщувалася на цапфах в лобовій частині башти, її наведення у вертикальній площині в межах -5…+30° здійснювалося вручну за допомогою гвинтового механізму, горизонтальне наведення здійснювалося обертанням вежі.
- Наведення кулеметів на ціль здійснювалося за допомогою перископічного оптичного прицілу ПП-61, що мав збільшення 2,6Х при полі зору в 23° і забезпечував вогонь з КПВТ на дальність до 2000 метрів і з ПКТ — до 1500 метрів.
- КПВТ призначений для боротьби з легкоброньованою чи неброньованою технікою противника і має боєкомплект 500 патронів в 10 стрічках, споряджених бронебійно-запальними кулями Б-32 або бронебійно-запалювальними із сердечником з карбіду вольфраму кулями БС.
- ПКТ призначений для ураження живої сили і вогневих засобів противника, що знаходяться відкрито чи за незначними укриттями, і має боєкомплект в 2000 патронів у 8 стрічках.

БТР-60ПБ перебуває на озброєнні в багатьох країнах світу. В Україні на момент розпаду СРСР нараховували 176 машин, в Росії більш як 4000 БТР-60ПБ.

### Українські

#### БТР-60Д
Україна почала отримувати в рамках МТД для відбиття російської агресії перші партії болгарських БТР-60 на початку 2024 року. Для відповідності вимогам сучасної війни машини почали модернізувати. Замість радянських двигунів встановлено два Deutz BF4M2012 потужністю 102 к.с. Бічні люки замінено на більші за розміром двері, лавки для бійців встановлено одна навпроти одної. Озброєння не змінилось. Встановлено нові денний та нічний приціл, а також прилад для нічного водіння СПО МБТ. Бронювання посилено встановленням сталевих пластин Armox 500T. Також встановлені нова цифрова радіостанція «Либідь К-2РБ» та система навігації СН-4215.

#### Інші
БТР-60МК — модернізована версія, виробництва ТОВ «КОРТ».
Хорунжий — варіант глибокої модернізації розробки НВО «Практика». Він має більш просторе десантне відділення, підвищений балістичний захист, протимінний захист (забезпечується багатошаровою підлогою і спеціальними протиударними сидіннями), кондиціонер, сучасний дизельний двигун (замість двох бензинових, як в оригінального БТР-60), сучасні прилади спостереження і можливість встановити RCWS.

## Різновиди техніки на базі БТР-60 у різних країнах

### СРСР
- БТР-60ПУ — машина управління ланки батальйон—полк для мотострілецьких військ, на базі БТР-60П або БТР-60ПА. Відрізняється установкою комплексу радіостанції Р-130, Р-107, Р-123, радіоприймача Р-311 і додаткових антен.
- БТР-60ПУ-12 (1967), БТР-60ПУ-12М (1972) і БТР-60ВВС — рухомі командні пункти для підрозділів ППО сухопутних військ та ВПС відповідно, на базі БТР-60ПБ. Відрізняються зменшеною вежею з 7,62-мм кулеметом ПКТ і установкою додаткових радіостанцій Р-407, Р-111 та Р-123, навігаційної системи КП-4, системи передачі даних в інформаційній мережі АСПД-12 і додаткового електрогенератора.
- артилерійські моделі 1В18 «Клен-1» і модернізований 1В18-1 — машина управління командира артилерійської батареї, 1В19 «Клен-2» і модернізований 1В19-1 — машина управління командира артилерійського дивізіону. Створені на базі БТР-60ПБ, відрізнялися позбавленою озброєння баштою і наявністю систем для управління і коректування вогню артилерії.
- БТР-60 Р-118АМ3, БТР-60 Р-137Б, БТР-60 Р-140БМ, БТР-60 Р-145БМ, БТР-60 Р-156, БТР-60 Р-161Б, БТР-60 Р-409БМ — відповідно, рухомі радіостанції та КШМ на бронебазі різної потужності та призначення
- БТР-60П-238БТ, БТР-60П-239БТ, БТР-60П-240БТ, БТР-60П-241БТ — рухомі телефонні та телефонно-телеграфні станції[вин. 5].
- БТР-60 Р-975, БТР-60 Р-975М та БТР-60 Р-975М1 — радіомашини наведення авіації.
- БТР-60 З-351-БР — пересувна зарядна станція.
- МТП-2 — машина технічної допомоги/БРЕМ на базі БТР-60П. Відрізнялася наявністю крана в лобовій частині, апаратури для газозварювання та іншим ремонтним обладнанням.
- 15Я56 — машина бойового поста охорони військ РВСП, з баштовою кулеметної установкою «Промінь» (ТКБ-0149), з кулеметом НСВТ-12,7 «Утьос».

### Білорусь
- БТР-МК — білоруська командна машина, на базі БТР-60ПБМ-А1 і БТР-70М, виробництва «Мінотор-сервіс». Вежа демонтована, встановлені дві радіостанції Р-130М і Р-123М, навігаційна апаратура. Екіпаж 6 осіб.
- МТП-К — білоруська машина технічної допомоги, на базі БТР-60ПБМ-А1 чи БТР-70М, виробництва «Мінотор-сервіс». Озброєна 7,62-мм кулеметом ПКТ. Оснащена тяговою лебідкою, вантажопідйомним пристроєм вантажопідйомністю 1,5 тонни, обладнанням електрозварювання. Екіпаж 4 людини.

### Румунія
- TAB-71 AR — самохідний міномет з 81-мм M-37M, які встановлювалися в десантному відділенні транспортера.
- TAB-71A R-1450, TAB-71A R-1451, TAB-71A R-1452 — командно-штабні машини для командирів різного рівня.
- TAB-71M — модернізований варіант TAB-71 (аналог БТР-60ПБ із двома дизельними двигунами Saviem 797-05).[4]
- TERA-77L — БРЕМ з 5-тонним краном, бульдозерним ножем та іншим обладнанням.

### Україна
- АТМ-2 — аварійно-транспортна машина, виробництва ДП «Миколаївський бронетанковий завод».
- УДС-60 — навчально-діючі стенди, виробництва ДП «Миколаївський бронетанковий завод».

## Оператори

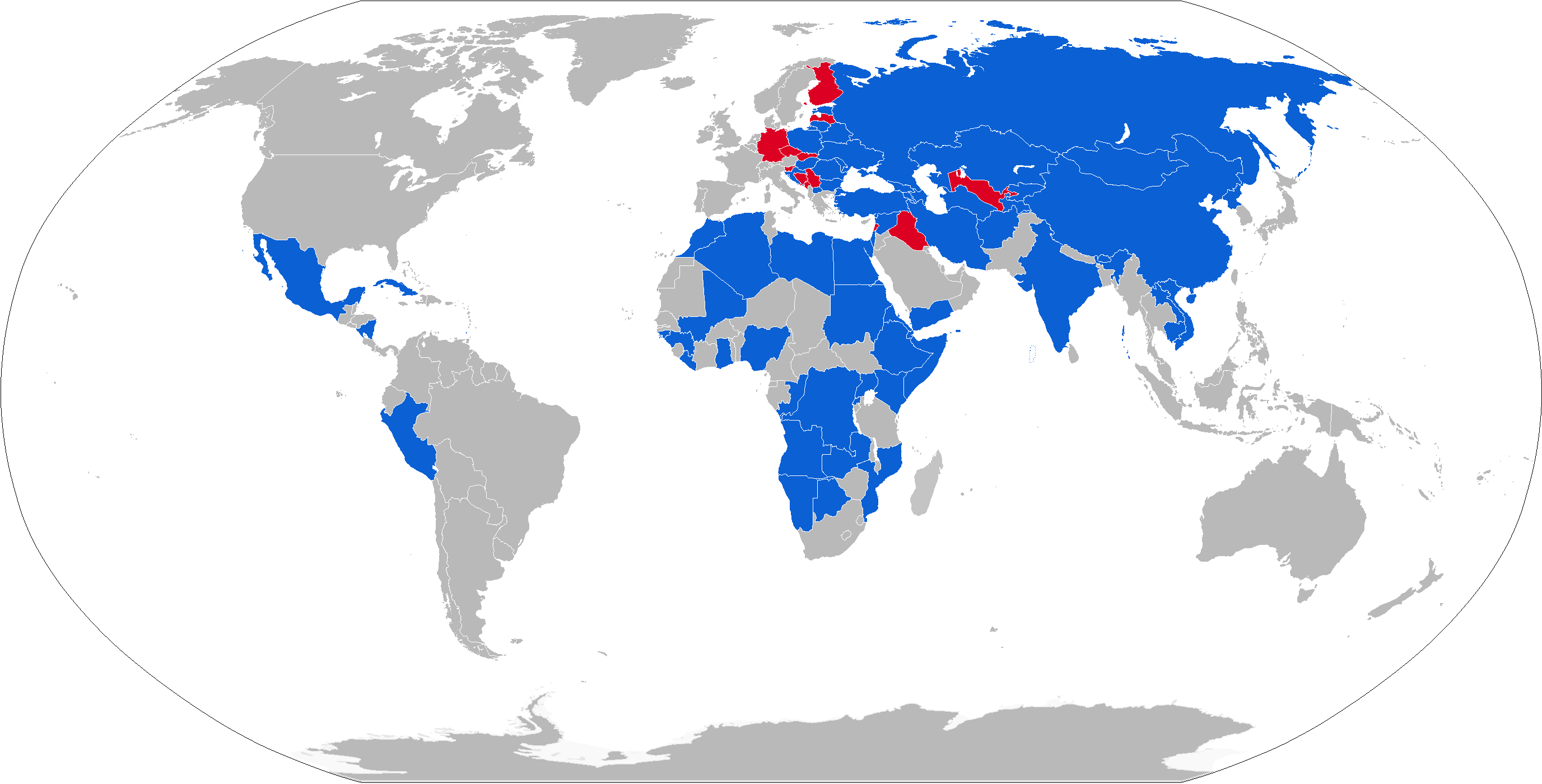
Карта операторів БТР-60 і TAB-71
Поточні
Колишні

### Поточні
- Єгипет — 250 одиниць БТР-60 на озброєнні, станом на 2024 рік.[5] 650 отримано в 1969—70, деякі брали участь у війні 1973 року. Нині на озброєнні 200.[6]
- Іран — 300 БТР-50/БТР-60 на озброєнні, станом на 2024 рік.[7]
- Мозамбік — 160 БТР-60 на озброєнні, станом на 2024 рік.[8]
- Монголія — 150 БТР-60 на озброєнні, станом на 2024 рік.[9]
- Росія — 800 БТР-60 (всіх модифікацій) на озброєнні і 1300 БТР-60/-70/80 на зберіганні, станом на 2024 рік.[10]
- Україна — близько 130 БТР-60/70/80 на озброєнні, станом на 2024 рік.[11] До 1000 одиниць перебували на зберіганні станом на 2011 рік, переважно БТР-60ПБ. З 2014 деяку кількість почали відновлювати та модернізувати, з 2022 цей процес посилився знову. Також з початку 2024 року БТР-60 у кількості 100 одиниць передає Болгарія.[12]

## Виноски
1. ↑  Силова установка складалася з двох карбюраторних двигунів ГАЗ-49Б потужністю по 90 к. с. кожен (сумарна потужність установки 180 к. с., проте це при ідеальній синхронізації роботи). Двигуни були змонтовані паралельно кожен зі своїми агрегатами трансмісії на одній загальній рамі, але зблоковані були не самі двигуни, а тільки їх приводи управління.
2. ↑  Розрахунок дуже відносний. Одна справа заскочити через ці люки 10 молодим юнакам у літній формі одягу, зовсім інша — 10 немолодим відмобілізованим «партизанам» з повним комплектом, виданим на час війни.
3. ↑  Існує думка, що в 1960-ті роки, коли розроблявся БТР-60 і його модифікації, не було належного за потужністю автомобільного вантажного двигуна. Чому для БТРів не можливо було використати дизельний двигун, що використовувався КрАЗом і випускався на Ярославському автозаводі, фахівці замовчують.
4. ↑  В останніх моделях. У раніших — тих самих два «газонівських» двигуни, що ніяк не бажали працювати синхронно.
5. ↑  для спільних дій з ними призначався БТР-60ЛБГС — польовий укладальник телефонного кабелю, яких у військах побачити було неможливо; хіба на довгостроковому зберіганні; із усього перерахованого найбільш поширеним виробом була Р-145 «Чайка», КШМ на базі БТР-60ПБ; в ній з башти замість озброєння розгорталася телескопічна вежа для антени